# Concord (Alabama)
Concord ist ein Census-designated place im Jefferson County, Alabama, USA. Die Gesamtfläche von Concord beträgt 8,8 km². Das U.S. Census Bureau hat bei der Volkszählung 2020 eine Einwohnerzahl von 1.690 ermittelt.

## Demographie
Nach der Volkszählung aus dem Jahr 2000 hatte Concord 1809 Einwohner, die sich auf 753 Haushalte und 572 Familien verteilten. Die Bevölkerungsdichte betrug somit 207,3 Einwohner/km². 98,34 % der Bevölkerung waren weiß, 0,28 % afroamerikanisch. In 27,8 % der Haushalte lebten Kinder unter 18 Jahren, Das Durchschnittseinkommen betrug 52.665 Dollar pro Haushalt, 2,4 % der Einwohner lebten unterhalb der Armutsgrenze.

## Quelle
- Webseite des U.S. Census Bureau